# Maggie & Bianca Fashion Friends
Maggie & Bianca Fashion Friends é uma sitcom italiana que estreou na Rai Gulp em 29 de agosto de 2016. A série foi criada por Iginio Straffi e estrelada por Emanuela Rei e Giorgia Boni.
No Brasil, a série foi transmitida pela TV Cultura de 19 de dezembro de 2016 a 30 de março de 2018, sendo substituída por Eu Sou Franky. A TV Cultura a exibiu inicialmente às 18h30 por um curto período e depois transferiu para às 20h00, até ficar por definitivo às 19h15. A terceira temporada é inédita no Brasil.
A série saiu do catálogo da Netflix Brasil, devido à Vertical Licensing não renovar os direitos autorais do Brasil com a mesma.
A primeira temporada está disponível no Discovery+ e também no Prime Video com áudio dublado em português.

## Enredo
Maggie é uma garota americana de Portland que ganha uma bolsa de estudos para a Academia de Moda de Milão, uma prestigiada escola de moda, em seu décimo sexto aniversário. Bianca é a filha da moda de um poderoso empresário italiano. As duas garotas se encontram e são colocadas juntas como companheiras de quarto na Fashion Academy, mas têm um começo difícil, já que têm personalidades muito diferentes e pontos de vista conflitantes. Mas como elas se confrontam com o tempo, elas começam a se entender melhor. Juntamente com três de seus colegas, eles formam uma banda ao lado para perseguir seus sonhos musicais, enquanto continuam seus estudos de moda na Academia. No final da primeira temporada elas descobriram que são meio-irmãs, mesmo pai e mães diferentes..

## Elenco
- Emanuela Rei como Maggie
- Giorgia Boni como Bianca
- Sergio Ruggeri como Jacques
- Luca Murphy como Quinn
- Federica Corti como Nausica
- Federico Pedroni como Leonardo (1ª temporada)
- Tiffany Zhou como Yuki (principal - 1ª temporada; principal - 2ª temporada)
- Sérgio Melone como Eduard
- Simone Lijoi como Professor Ferrari (1ª temporada)
- Elia Nichols como Professora Tucker
- Alvaro Gradella como Diretor Maffei
- Walter Leonardi como o Tio Max.
- Clelia Piscitello como Dolores (1ª temporada; 2ª temporada)
- Jody Cecchetto como Andrew (convidado - 1ª temporada; principal - 2ª temporada; convidado - 3ª temporada)
- Paolo Fantoni como Felipe (convidado - 1ª temporada; principal - 2ª temporada, principal - 3ªtemporada)
- Simona Di Bella como Susan (convidada - 1ª temporada; principal - 2ª temporada)
- Giovanni Bussi como Professor Falques (2ª temporada, 3ª temporada)
- Lara (convidada, 1ª temporada)
- Paolo Romano como Alberto (convidado, 1ª temporada; principal, 2ª temporada)
- Greta Bellusci como Rachel (convidada, 1ª temporada; principal, 2ª temporada)

## Dublagem Brasileira
| Personagem        | Dublador          |
| ----------------- | ----------------- |
| Maggie            | Raquel Elaine     |
| Bianca            | Beta Cinalli      |
| Jacques           | Roberto Rodrigues |
| Quinn             | Rafael Quelle     |
| Eduard            | Renan Alonso      |
| Yuki              | Isabela Dentini   |
| Nausica           | Paula Racy        |
| Leonardo          | Guilherme Teruya  |
| Tio Max           | Enio Vivona       |
| Alberto           | Caio Cesar        |
| Rachel            | Carla Marteli     |
| Dolores           | Claudia Vitória   |
| Professora Tucker | Tininha Godoy     |
| Professor Ferrari | Fernando Ferraz   |
| Maffei            | Mario Spatzianni  |
| Tancredi          | Sidnei Dias       |
| Professor Falques | ?                 |
| Lara              | ?                 |
| Susan             | ?                 |
| Andrew            | ?                 |
| Felipe            | Thiaggo Guimarães |

| Créditos de Dublagem  | Brasil              |
| --------------------- | ------------------- |
| Tradução dos Diálogos | Jessyka Rey         |
| Mixagem               | Âmer Menegassi      |
| Direção de Dublagem   | Raquel Elaine       |
| Edição e Finalização  | Luciano Bergamini   |
| Dublado nos Estúdios  | Art Way Filmes (SP) |

## Episódios

### 1ª Temporada (2016)
A primeira temporada foi ao ar na Itália entre 29 de agosto e 28 de setembro de 2016, e consistiu em 26 episódios. Esta temporada foi ao ar no Brasil, através da TV Cultura, entre 19 de dezembro de 2016 e 23 de janeiro de 2017, e foi lançada na Netflix Brasil em 03 de maio de 2017. Esta temporada foi exibida pelo canal Biggs em Portugal.

### 2ª Temporada (2017)
A segunda temporada foi ao ar na Itália entre 11 de janeiro e 18 de fevereiro de 2017, e consistiu em 26 episódios. A segunda temporada foi lançada internacionalmente na Netflix em 30 de abril de 2018. Esta temporada foi ao ar no Brasil, através da TV Cultura, entre 03 de outubro e 06 de novembro de 2017, e foi lançada na Netflix Brasil em 03 de julho de 2018. Esta temporada foi exibida pelo canal Biggs em Portugal.

### 3ª Temporada (2018)
A terceira temporada foi ao ar na Itália entre 18 de setembro e 2 de dezembro de 2017, e consistiu em 26 episódios. Esta temporada foi exibida em Portugal pelo canal Biggs.

## Produtos Licenciados
Em 11 de abril de 2018, a Panini Brasil lançou um livro ilustrado oficial da série.

## Produção
As filmagens de uma terceira temporada da série aconteceram durante o verão de 2017, e estreou em meados de setembro em Rai Gulp, na Itália.

## Exibição internacional
| País               | Emissora         | Estreia                                 | Título                           | Ref.   |
| ------------------ | ---------------- | --------------------------------------- | -------------------------------- | ------ |
| Itália             | Rai Gulp         | 29 de agosto de 2016                    | Maggie & Bianca Fashion Friends  | [ 14 ] |
| Brasil             | TV Cultura       | 19 de dezembro de 2016                  | Maggie & Bianca Fashion Friends  | [ 15 ] |
| Brasil             | Netflix          | 3 de maio de 2017 - 18 de abril de 2020 | Maggie & Bianca Fashion Friends  | [ 15 ] |
| França             | Gulli            | 4 de fevereiro de 2017                  | Maggie & Bianca Fashion Friends  | [ 16 ] |
| Macedônia do Norte | Cител Телевизија | 25 de fevereiro de 2017                 | Меѓи и Бјанка                    |        |
| Roménia            | Megamax          | 27 de fevereiro de 2017                 | Maggie și Bianca în lumea modei  |        |
| Hungria            | Megamax          | 27 de fevereiro de 2017                 | Maggie és Bianca divatból jeles  |        |
| Chéquia            | Megamax          | 27 de fevereiro de 2017                 | Maggie a Bianca módní návrhářky  |        |
| Eslováquia         | Megamax          | 27 de fevereiro de 2017                 | Maggie a Bianca módní návrhářky  |        |
| Rússia             | Карусель         | 13 de março de 2017                     | Мэгги и Бьянка в Академии Моды   | [ 17 ] |
| Reino Unido        | Netflix          | 30 de março de 2017                     | Maggie & Bianca Fashion Friends  | [ 18 ] |
| Irlanda            | Netflix          | 30 de março de 2017                     | Maggie & Bianca Fashion Friends  | [ 19 ] |
| Austrália          | Netflix          | 30 de março de 2017                     | Maggie & Bianca Fashion Friends  | [ 20 ] |
| Nova Zelândia      | Netflix          | 30 de março de 2017                     | Maggie & Bianca Fashion Friends  | [ 21 ] |
| Canadá             | Netflix          | 31 de março de 2017                     | Maggie & Bianca Fashion Friends  | [ 22 ] |
| Estados Unidos     | Netflix          | 1º de abril de 2017                     | Maggie & Bianca Fashion Friends  | [ 23 ] |
| Alemanha           | Disney Channel   | 19 de junho de 2017                     | Maggie & Bianca Fashion Friends  | [ 24 ] |
| Liechtenstein      | Disney Channel   | 19 de junho de 2017                     | Maggie & Bianca Fashion Friends  | [ 24 ] |
| Áustria            | Disney Channel   | 19 de junho de 2017                     | Maggie & Bianca Fashion Friends  | [ 24 ] |
| Suíça              | Disney Channel   | 19 de junho de 2017                     | Maggie & Bianca Fashion Friends  | [ 24 ] |
| Polónia            | Nickelodeon      | 1º de julho de 2017                     | Maggie i Bianca                  | [ 25 ] |
| Países Baixos      | Nickelodeon      | 10 de julho de 2017                     | Maggie & Bianca Fashion Friends  | [ 25 ] |
| Bélgica            | Nickelodeon      | 10 de julho de 2017                     | Maggie & Bianca Fashion Friends  | [ 25 ] |
| Luxemburgo         | Nickelodeon      | 10 de julho de 2017                     | Maggie & Bianca Fashion Friends  | [ 25 ] |
| Tailândia          | Netflix          | 31 de agosto de 2017                    | Maggie & Bianca Fashion Friends  | [ 26 ] |
| Singapura          | Netflix          | 31 de agosto de 2017                    | Maggie & Bianca Fashion Friends  | [ 27 ] |
| Portugal           | Netflix          | 31 de agosto de 2017                    | Maggie & Bianca Fashion Friends  | [ 28 ] |
| Portugal           | Biggs            | 26 de março de 2018                     | Maggie & Bianca Fashion Friends  | [ 29 ] |
| Espanha            | Netflix          | 1º de setembro de 2017                  | Maggie & Bianca Fashion Friends  | [ 30 ] |
| Taiwan             | Netflix          | 1º de setembro de 2017                  | Maggie & Bianca Fashion Friends  | [ 31 ] |
| Hong Kong          | Netflix          | 1º de setembro de 2017                  | Maggie & Bianca Fashion Friends  | [ 32 ] |
| Filipinas          | Netflix          | 1º de setembro de 2017                  | Maggie & Bianca Fashion Friends  | [ 33 ] |
| Paquistão          | Netflix          | 1º de setembro de 2017                  | Maggie & Bianca Fashion Friends  | [ 34 ] |
| Bangladesh         | Netflix          | 1º de setembro de 2017                  | Maggie & Bianca Fashion Friends  | [ 35 ] |
| Israel             | Netflix          | 1º de setembro de 2017                  | Maggie & Bianca Fashion Friends  | [ 36 ] |
| Egito              | Netflix          | 1º de setembro de 2017                  | Maggie & Bianca Fashion Friends  | [ 37 ] |
| África do Sul      | Netflix          | 1º de setembro de 2017                  | Maggie & Bianca Fashion Friends  | [ 38 ] |
| Panamá             | Netflix          | 1º de setembro de 2017                  | Maggie y Bianca amigas a la moda | [ 39 ] |
| Costa Rica         | Netflix          | 1º de setembro de 2017                  | Maggie y Bianca amigas a la moda | [ 40 ] |
| México             | Netflix          | 2 de setembro de 2017                   | Maggie y Bianca amigas a la moda | [ 41 ] |
| Argentina          | Netflix          | 2 de setembro de 2017                   | Maggie y Bianca amigas a la moda | [ 42 ] |
| Índia              | Netflix          | 2 de setembro de 2017                   | Maggie & Bianca Fashion Friends  | [ 43 ] |
| Grécia             | Nickelodeon      | 4 de setembro de 2017                   | Maggie & Bianca Fashion Friends  | [ 44 ] |
| Coreia do Sul      | Netflix          | 5 de setembro de 2017                   | 매기 & 비앙카 패션 프렌즈        | [ 45 ] |